# Neerlandès
|  | Aquest article tracta sobre la llengua. Si cerqueu el grup humà, vegeu «neerlandesos». |

El neerlandès o neerlandés, també anomenat holandès o holandés, és una llengua germànica occidental parlada als Països Baixos (així com antigues colònies), a Flandes (Bèlgica) i a un petit territori del nord de França, anomenat Westhoek. El neerlandès ha estat tradicionalment anomenat «holandès» en català per raó de la llarga preeminència econòmica de la província d'Holanda dins de l'àrea neerlandòfona (a partir de mitjans del segle xvi), cosa que també passa amb Holanda (emprat en lloc de Països Baixos). Tanmateix, tant a nivell oficial com per part dels propis neerlandòfons, "holandès" (hollands) no és la paraula més usada habitualment, puix que només correspon a un dialecte concret del neerlandès global. El mot Holanda significa literalment "terra-de-fustenc", puix que deriva de Holtland (que posteriorment se simplificà a Holland) "Terra de fusta", nom que s'aplicà a una zona propera a Leiden.
Com en el cas de l'alemany el nom d'aquest idioma no ha estat fix a través dels segles ni és homogeni entre les altres llengües (Nederlandsk en noruec i altres llengües germàniques, Dutch en anglès, holandès entre la majoria de llengües romàniques, flamenc a les àrees del sud de l'àrea neerlandòfona).
El terme neerlandès aparegué per primera vegada el 1482 en un incunable de Gouda (Països Baixos), però no s'acabà imposant fins al segle xix. Anteriorment, la llengua era coneguda com a "theodiscus", un mot llatí que servia per anomenar qualsevol llengua o dialecte germànics i que vol dir "vernacle", "de la gent" (per oposició al llatí o al francès). Localment, aquest mot esdevingué dietsch o duutsch. Aquest terme (amb variacions) fou també adoptat a tota l'àrea de parla alemanya, i perviu en el seu nom actual Deutsch. Tanmateix, per poder distingir la llengua parlada al nord de la parlada al sud, hom començà a introduir neder "baix" al davant, de manera que primer aparagué Nederduytsch "baix alemany" i, posteriorment, Nederlandsch, literalment "de les terres baixes" o "terrabaixenc" que, finalment, amb posteriors simplificacions ortogràfiques esdevingué l'actual Nederlands.
Aquest canvi però, no es produí per exemple en l'anglès, on Dutch significà durant segles tant alemany com neerlandès, imposant-se al final però aquest darrer significat. Queden reminiscències del primer en el Pennsylvania Dutch (un dialecte de l'alt alemany parlat als Estats Units).
Avui en dia, en neerlandès, Duits significa "alemany", Diets fa referència al neerlandès antic, Hollands al dialecte d'Holanda i Vlaams "flamenc" als dialectes (estandarditzats o no) que es parlen o bé a la zona neerlandòfona de Bèlgica o bé només als corresponents a l'antic ducat de Flandes.

## Abast i reconeixement oficial

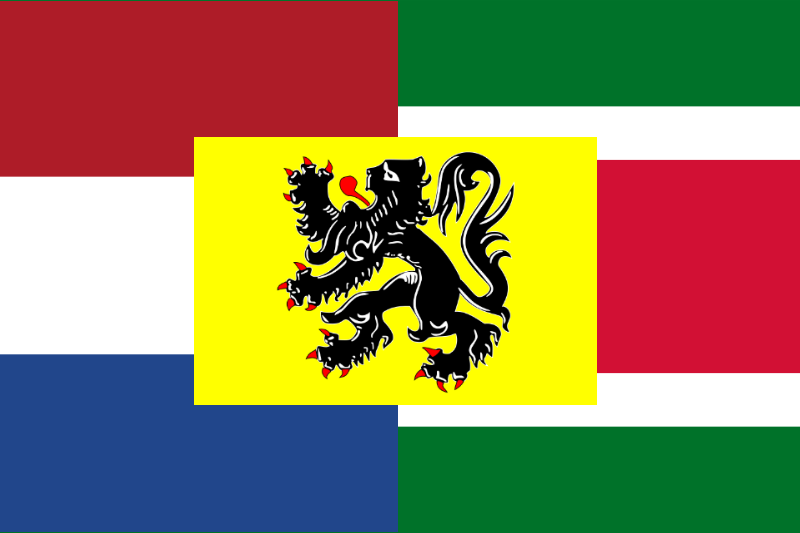
Bandera composta per les banderes dels territoris de parla neerlandesa.

El neerlandès és la llengua materna d'uns 21 milions de persones (15 als Països Baixos, 6 a Bèlgica, 250.000 a Surinam i 10.000 a França) i és a més après per 3 milions de belgues valons. En el marc de la Unió Europea, és la setena llengua pel que fa al nombre de parlants.
El neerlandès és llengua oficial dels Països Baixos, Bèlgica, Surinam, Aruba i les Antilles Neerlandeses. Les autoritats de tots aquests territoris coordinen les seves activitats lingüístiques a través de la Unió de la Llengua Neerlandesa (Nederlandse Taalunie). Ella estableix una sèrie de normes ortogràfiques i gramaticals que defineixen una llengua estàndard, coneguda com a "neerlandès estàndard" (Standaardnederlands) que és el que s'empra en la majoria de documents oficials, premsa i l'ensenyament. Durant unes campanyes als anys 1960-70 contra els excessos dialectals, el neerlandès estàndard s'anomenava Algemeen Beschaafd Nederlands (traducció aproximada: "Neerlandès General Civilitzat/Culte"), però aquest nom fou abandonat perquè tenia connotacions negatives per als dialectes que no s'hi acostessin.
A França el neerlandès és parlat per gent gran al voltant de Dunkerque a una àrea coneguda com a Westhoek ("cantonada occidental"), al departament del Nord (regió de Nord-Pas-de-Calais). No hi disposa de gaire suport oficial i recula fortament.

## Classificació i relació amb altres llengües
Pertany a la branca germànica occidental, juntament amb l'anglès, el frisó i l'alemany entre d'altres. A diferència d'aquest darrer, no patí la segona mutació consonàntica que separà l'alt alemany (del qual en deriva l'actual alemany estàndard) de la resta de llengües del grup. Alhora, tampoc patí tota bona part de les mutacions ingaveòniques de l'anglès i el frisó. Pot ser considerada doncs una llengua pont entre l'anglès i l'alemany: havent simplificat fortament la seva gramàtica (respecte a les antigues llengües germàniques o fins a l'alemany actual), no ho feu tant com en el cas de l'anglès (desaparició total del gènere, poquíssima flexió verbal). La fortíssima llatinització/romanització (especialment arran de la influència normanda) que patí l'anglès fa que globalment el neerlandès actual sigui més proper a l'alemany estàndard que no pas a l'anglès.
Genèticament, es pot considerar el neerlandès com una varietat del baix alemany. En el si d'aquest darrer hi ha un continu dialectal que s'estén des de les ribes orientals del mar del Nord (deltes del Mosa i del Rin) fins a l'extrem oriental de l'Alemanya septentrional, tot passant de dialectes del baix fràncic fins a dialectes del baix saxó. Noti's que a l'est de l'IJsselmeer, dins dels propis Països Baixos, s'hi parla el baix saxó (vegeu més avall). Així doncs establir límits clars entre les seves varietats és complicat, puix que a les regions nord-orientals d'Alemanya el dialecte local és sovint més proper al neerlandès que a l'alemany estàndard que hi predomina a la vida pública i administrativa. Els criteris són sovint doncs, polítics.

## Història

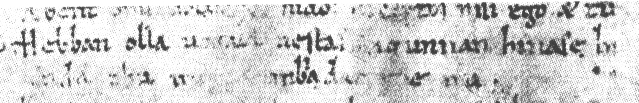
Hebban olla vogala...

Diverses tribus germàniques s'establiren al voltant del delta del Rin cap a les acaballes de l'Imperi Romà: els frisons (al nord) els saxons (a l'est) i els francs (al sud). L'actual neerlandés estàndard es basa en el grup dialectal baix-alemany anomenat baix fràncic, parlat originàriament pels francs, i ha tingut una influència important de la parla dels frisons.
Els documents escrits més antics que se'n tenen provenen dels segles x i xi. El més conegut n'és la frase Hebban olla vogala, apareguda entremig d'un manuscrit en llatí.Durant el segle xiv els ducs de Borgonya acabaren controlant bona part dels actuals Països Baixos i Bèlgica. Malgrat que el francès era la llengua de l'administració, aquesta unió política permeté l'estandardització del vernacle germànic, basant-se sobretot en els dialectes de les ciutats flamenques. La posterior unió dinàstica al Sacre Imperi Romanogermànic, unida a la Reforma Protestant i l'aparició de la impremta acceleraren el procés, alhora que el centre cultural neerlandòfon es desplaçava vers Anvers. Tanmateix, el descontentament amb la centralització i les tributàries i la intolerància religiosa provocaren aixecaments que, començant a les províncies del sud (Flandes, Brabant), s'acabaren estenent cap al nord. Els exèrcits de Felip II segon aconseguiren controlar la revolta al sud, però no al nord, tot apareixent l'estat independent dels Països Baixos del Nord (més conegut com a Províncies Unides o la República Neerlandesa). Cap allà fugiren tots els prohoms del sud descontents amb la política imperial, tot convertint Amsterdam i Holanda en general en el centre econòmic i cultural dels Països Baixos (el segle xvii significà l'apogeu de les Províncies Unides). La llengua que en resultà fou doncs una barreja dels dialectes holandesos que s'hi parlaven i el parlar dels refugiats del sud.
Malgrat la tolerància religiosa, el nord era essencialment protestant (calvinista), de manera que la traducció de la Bíblia al neerlandès (Statenbijbel, 1637) tingué un paper central en l'evolució de la llengua, ja que creà un nou estàndard que s'acabà imposant els següents segles. A banda d'incorporar moltes paraules no neerlandeses arran de la voluntat de cenyir-se als textos originals, l'Statenbijbel es caracteritzà per agafar trets lingüístics d'arreu del país, de manera que gent de totes les regions s'hi pogués sentir còmode (per exemple el pronom reflexiu en tercera persona del saxó zich en lloc de hem, haar). A banda d'això, el neerlandès rebé fortes influències del francès (llengua de cultura del moment, sobretot al sud) i el llatí, les diverses llengües d'altres grups que es refugiaren al nord (jueus) i les que es parlaven a les colònies de l'imperi colonial (malai).
La primera ortografia oficial (Siegenbeek, 1804) s'imposà tant al sud com al nord durant l'ocupació napoleònica, si bé posteriors modificacions no foren adoptades arreu, i separaren la novament independent Bèlgica (catòlica) del nord calvinista. Durant el següent segle hi hagué diversos intents tant de trobar un estàndard comú com d'establir-ne dos de separats. El fet que a Bèlgica, fins ben entrat el segle xx la llengua francesa dominés a la vida pública i l'educació (la primera universitat a ensenyar en neerlandès fou la de Gant, el 1932) provocà una clara diglòssia, i, per exemple a Brussel·les, un canvi en els usos lingüístics (actualment, malgrat ser una àrea tradicionalment neerlandòfona i oficialment bilingüe, el francès hi predomina pel que fa al nombre de parlants). Les tendències unionistes acabaren prevalent, i foren ratificades amb una sèrie de tractats després de la Segona Guerra Mundial, que culminaren el 1980 amb la Unió de la Llengua Neerlandesa (Nederlandse Taalunie).

## Vocabulari
La base lexical del neerlandès és la comuna a la major part de les llengües germàniques. Així, hi ha termes tan comuns com stoel ("cadira"; pronunciat [stul]), boek ("llibre"; pron. [buk]) o werpen ("llançar"; pron. [wɛRpə]). És a l'hora de distingir entre els mots més tradicionalment germànics que apareixen diferències, per exemple entre les diferents llengües germàniques occidentals:
| català              | neerlandès           | anglès              | alemany             | observacions |
| ------------------- | -------------------- | ------------------- | ------------------- | --- |
| menjar gat carrer   | eten kat straat      | eat cat street      | essen Katze Straße  | El neerlandès i l'anglès han mantingut la t germànica, l'alemany l'ha canviat per t→s/z/tz (segona mutació consonàntica).                |
| poma pipa vaixell   | appel pijp schip     | apple pipe ship     | Apfel Pfeife Schiff | El neerlandès i l'anglès han mantingut la p germànica, que l'alemany ha canviat per p→f/pf (segona mutació consonàntica).                |
| pensar germà espina | denken broeder doorn | think brother thorn | denken Bruder Dorn  | El neerlandès, com l'alemany, ha canviat la þ germànica (mantinguda per l'anglès) per una d.                                             |
| ahir fil dia        | gisteren garen dag   | yesterday yarn day  | gestern Garn Tag    | El neerlandès ha canviat la g germànica per un so africat x; mentre que l'anglès l'ha canviada encara més: g→y (llei nasal ingaveònica). |

De vegades existeixen en neerlandès dues possibilitats per dir un concepte, l'un més proper a l'habitual anglès i l'altre a l'alemany. Així, tot i que en general werk i werken (anàlegs a l'anglès "work") siguin els mots emprats per dir "feina" i "treballar", existeix també arbeider (treballador), que és un mot més proper a l'alemany o les llengües escandinaves. Anàlogament, per dir "roda" tant es pot dir rad (en alemany "Rad") com wiel (en anglès "wheel").
Com gairebé totes les llengües d'Europa, el neerlandès té una part molt important del vocabulari científic provinent del grec o el llatí. En certes branques però, el neerlandès disposa d'un vocabulari propi. Així per exemple el científic Simon Stevin (Brugge, 1548 - 's Graavenhage, 1620) introduí paraules com veelhoek (polígon), driehoek (triangle), vierhoek (quadrat), loodrecht (perpendicular) o evenwijdig (paral·lel) a la wiskunde (matemàtica). També en la terminologia gramàtical el neerlandès adoptà mots particulars; com ara, onderwerp (subjecte), lijdend voorwerp (objecte directe) o werkwoord (verb; literalment "mot de treball"). També en el camp del pensament: wijsbegeerte (filosofia).

## Gramàtica
La gramàtica del neerlandès és anàloga a la d'altres llengües germàniques, si bé presenta menys simplificacions que l'anglès o el danès però més que l'alemany o l'islandès. A Flandes, hom tendeix a ser més conservador lingüísticament, romanent-hi expressions i declinacions que són vistes com a arcaiques als Països Baixos.
Els tradicionals possibles tres gèneres del substantiu (masculí, femení i neutre) han estat reduïts a dos (comú i neutre), distingibles per l'article singular determinat que els acompanya: de o het respectivament. Aquest fenomen es dona també en altres llengües germàniques com ara el danès i el suec. Les declinacions per cas han desaparegut de la major part de noms, i només en queden reminiscències en mots especials. Per contra, són mantingudes en els pronoms personals.
| een berg (una muntanya) | de berg (la muntanya) | bergen (unes muntanyes) | de bergen (les muntanyes) |
| een huis (una casa)     | het huis (la casa)    | huizen (unes cases)     | de huizen (les cases)     |

Els adjectius tampoc presenten gaire flexió. Si apareixen després de verbs copulatius no duen cap morfema (Exemple: "Het water is koud" - "L'aigua és freda"). Per contra, quan fan de complements de nom, s'acaben generalment amb -e (Exemple: "Het koude water" - "L'aigua freda"). Només en el singular indeterminat de paraules neutres desapareix aquest morfema (per exemple, "Een groot huis" - "Una casa grossa" contra "Het grote huis" - "La casa grossa").
Els verbs presenten una certa inflexió. En present, afecta només les persones del singular. Existeixen dues formes bàsiques de passat, el perfectum i l'imperfectum. El primer es forma a partir de l'arrel del verb mentre que el segon requereix un auxiliar (hebben -tenir- o zijn -ser-) davant del participi. Com en alemany, el participi té l'afix ge- al davant (en general). El futur s'expressa mitjançant verbs auxiliars (zullen, gaan) o bé afegint algun complement circumstancial a una frase en present. Per exemple:

Morgen reis ik naar Parijs. (demà viatjo a París)
L'ordre predominant a les frases en neerlandès és el SVO, si bé hi ha inversió de subjecte i verb quan la frase comença amb un complement circumstancial. Una altra característica del neerlandès és la capacitat (com altres llengües germàniques) de construir paraules ben llargues a base d'aglutinar-ne moltes de curtes. A tall d'exemple:

Afvalwaterzuiveringsinstallatie (planta de tractament d'aigües residuals)
L'ús del diminutiu -je està bastament estès en el neerlandès, i s'usa en situacions on la majoria de parlants d'altres llengües indoeuropees no el trobarien normal. Tot nom és susceptible de ser "empetitit" afegint-hi el sufix en qüestió, que torna tota paraula (independentment del gènere que tingués prèviament) en neutra. Per exemple:
Zij schrijft een briefje voor haar vriendje terwijl zij een kopje koffie drinkt. (Ella escriu una carteta pel seu xicotet mentre beu una tasseta de cafè.)

## Escriptura
El neerlandès empra l'alfabet llatí ampliat amb el dígraf ij, que es considera una lletra única i va després de la i. Correspon al diftong [ɛɪ]. Pot també escriure's com a ÿ (noti's que escrivint tenen el mateix aspecte). En començaments de paraules tant I com J van en majúscula (p. e.: IJsselmeer).
A més, disposa de dièresi i accents tancat i obert. La primera s'empra per desfer diftongs o separar sons vocàlics que, altrament, d'acord amb l'ortografia neerlandesa, serien un sol so. En són exemples:
België (Bèlgica). Així es pronuncia [bɛl'xiǝ] en lloc de [bɛl'xiː]

coördinatie (coordinació). Així es pronuncia [koɔʀdina'ʦi] en lloc de [koːʀdina'ʦi]
L'accent (en general tancat, ocasionalment obert) s'empra per assenyalar la presència d'una síl·laba tònica inusual, o com a diacrític o simplement per donar èmfasi a un mot.
een (un): article indefinit - één (u, un): nombre
Ik wil het zó!! (Ho vull així!!)

## Dialectes
Vegeu el mapa a mà dreta amb la localització dels dialectes del neerlandès d'Europa. Part dels dialectes mostrats són sovint considerats idiomes per separat (limburguès, dialectes del baix saxó…).

Dialectes del neerlandès sobre un mapa de la regió dels Països Baixos

A. Grup dialectal del sud-oest (zelandès/flamenc occidental)
1. Flamenc occidental (West-Vlaams), incloent-hi el flamenc francès (Frans-Vlaams) i el flamenc zelandès (Zeeuws-Vlaams)
2. Zelandès (Zeeuws)
B. Grup dialectal del nord-oest (holandès)
3. Holandès meridional (Zuid-Hollands)
4. Westhoeks
5. Waterlands∗ i Volendams∗
6. Zaans ∗
7. Kennemerlands
8. Frisó occidental (West-Fries)∗
9. Bildts, Midslands, Stadsfries i Amelands∗
∗ Els dialectes marcats amb un asterisc són considerats com a holandès si bé tenen una forta influència frisona, sobretot pel que fa al substrat (el nom "frisó" del dialecte número vuit no és només un epítet de neerlandès: neerlandès frisó, no pas la llengua frisona en si). Les variants del nord d'Holanda han vist una forta tendència cap al neerlandès estàndard d'ençà de la Segona Guerra Mundial.
C. Grup dialectal del nord-est (Baix saxó)
10. Kollumerlands
11. Groninguès (Gronings) i Noord-Drents
12. Stellingswerfs
13. Midden-Drents
14. Zuid-Drents
15. Twents
16. Twents-Graafschaps
17. Gelders-Overijssels (Achterhoeks) i Urkers
18. Veluws
D. Grup dialectal septentrional-central
19. Utrechts-Alblasserwaards
E. Grup dialectal meridional-central
20. Zuid-Gelders
21. Brabançó septentrional (Noord-Brabants) i Limburguès septentrional (Noord-Limburgs)
22. Brabançó (Brabants)
23. Flamenc oriental (Oost-Vlaams)
F. Grup dialectal del sud-est
24. Limburguès (Limburgs)
G. Surinam
25. Neerlandès de Surinam (Surinaams Nederlands)
Altres
FL. Flevoland. Per raó de la seva recent colonització (duta a terme per gent de procedència diversa), aquest província no té cap dialecte particular. En general hi predominen les varietats sud-holandeses, o bé l'amsterdamès (a Lelystad i Almere). Al nord hi ha més influència del baix saxó.
A més, a Sud-àfrica, hom hi parla l'afrikaans, llengua derivada del neerlandès que els colonitzadors europeus hi portaren. Després de segles de separació política respecte a la metròpoli i influències singulars (llengües africanes, indonesi) ha aconseguit la independència ortogràfica.